# Chaloupky (Nový Rychnov)
Chaloupky (německy Hüttel, Hüttl) je malá vesnice, část městyse Nový Rychnov v okrese Pelhřimov. Nachází se 2 km na sever od Nového Rychnova. V roce 2009 zde bylo evidováno 14 adres. V roce 2001 zde trvale žilo 17 obyvatel.
Chaloupky leží v katastrálním území Nový Rychnov o výměře 13,04 km2.

## Další fotografie

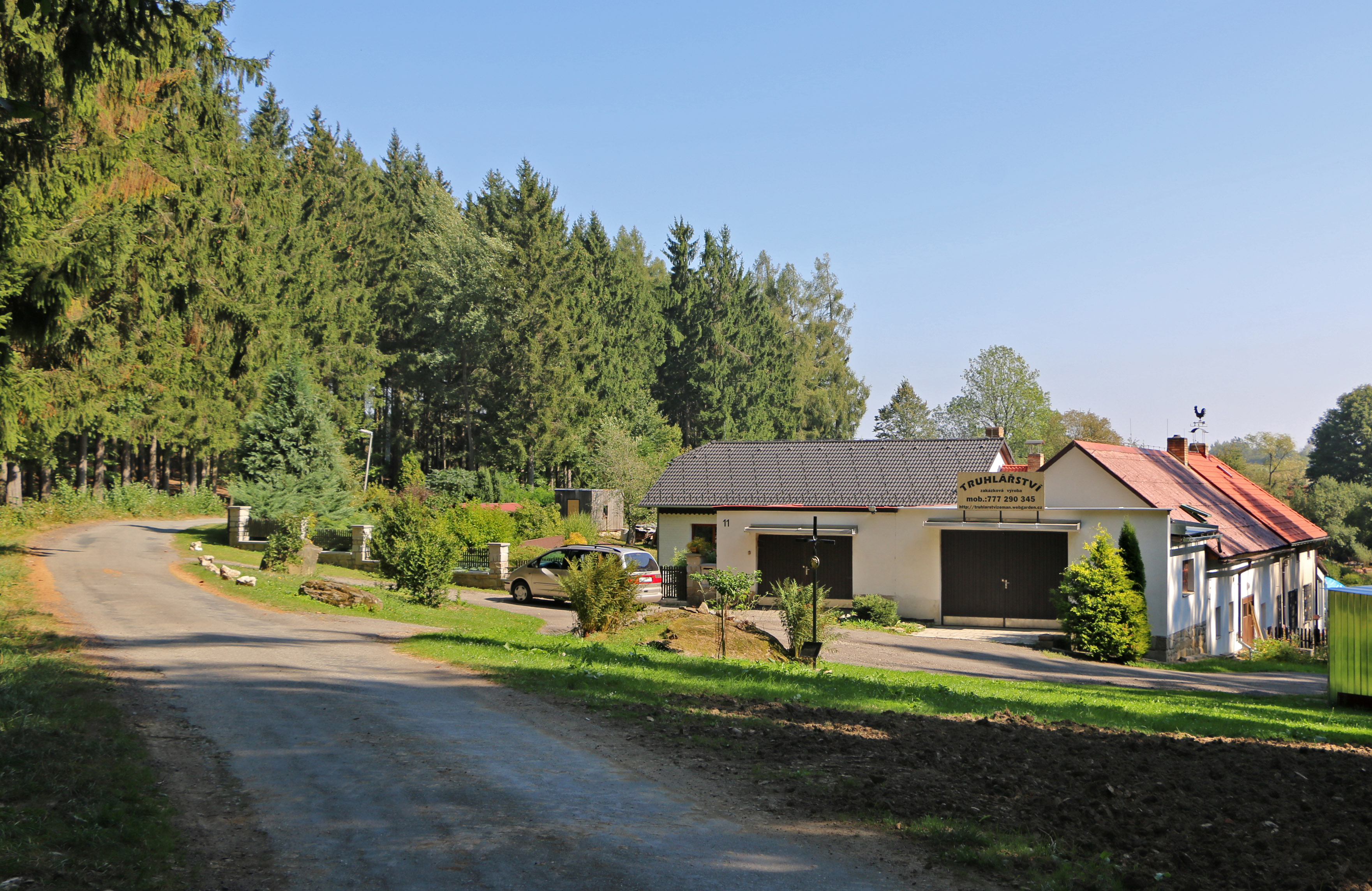
Dům čp. 11
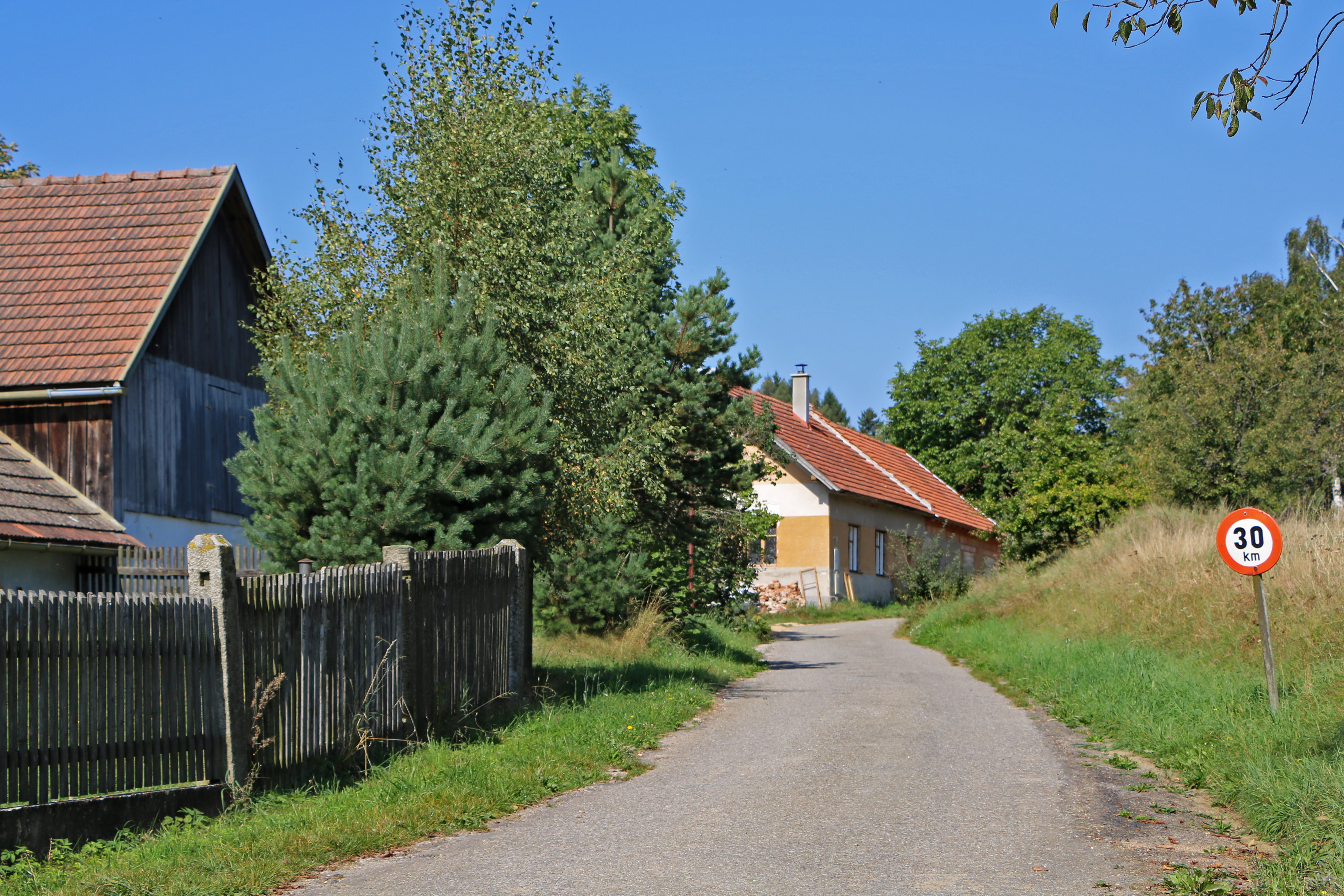
Místní silnice
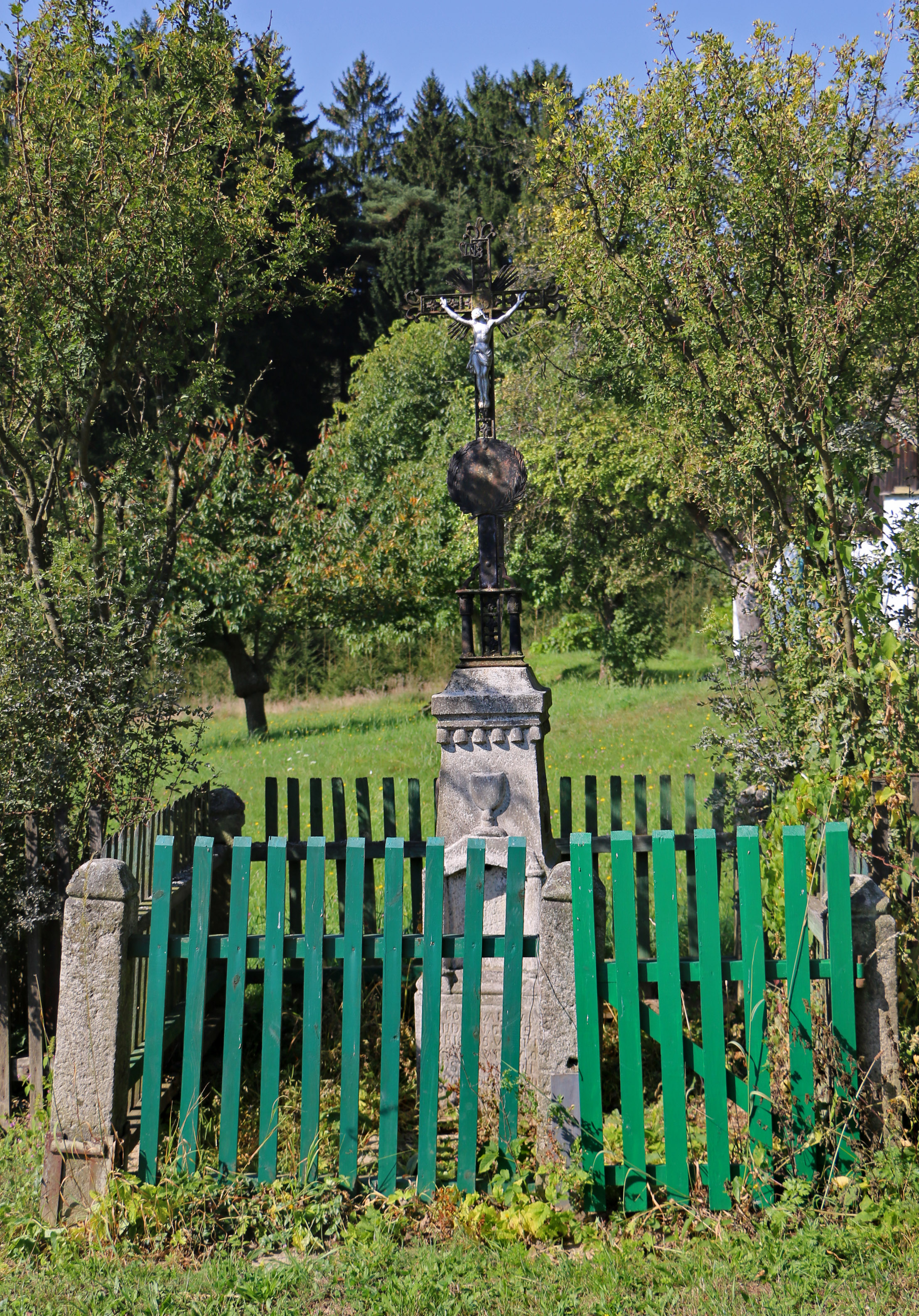
Křížek ve vsi